# Kích từ

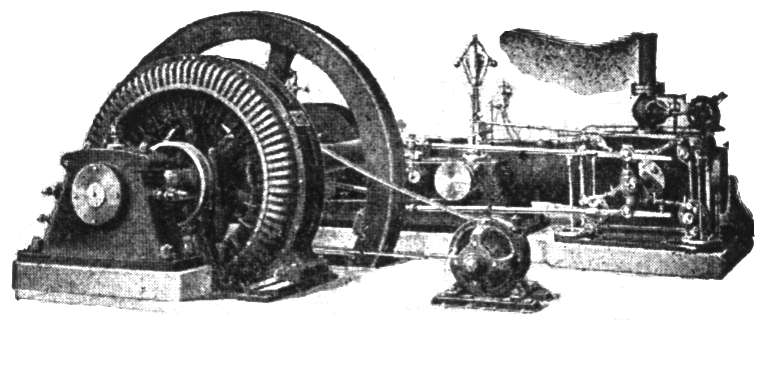
Máy phát điện xoay chiều 100 kVA và máy dynamo kích từ bằng đai, năm 1917.

Một máy phát điện hoặc động cơ điện bao gồm một rotor quay trong một từ trường. Từ trường có thể được tạo ra bằng nam châm vĩnh cửu hoặc bởi cuộn dây điện từ. Trong trường hợp máy phát hoặc động cơ sử dụng cuộn dây điện từ, thì sẽ có dòng điện xuyên qua cuộn dây để tạo ra từ trường, nếu không thì sẽ không có nguồn điện nào được chuyền tới hoặc tạo ra từ rotor. Quá trình tạo ra từ trường bằng dòng điện được gọi là kích từ.

## Kích từ trong máy phát điện

Một máy phát điện DC tự kích từ cuộn dây đấu song song ở bên trái, và 1 máy phát điện DC với nam châm vĩnh cửu ở bên phải. Công suất đầu ra của máy phát kích từ song song thay đổi theo giá trị dòng điện kích thích, trong khi công suất máy phát nam châm vĩnh cửu giữ nguyên bất chấp tải thay của tải.

Một máy phát DC kích từ độc lập với nam châm điện lưỡng cực. Máy phát kích từ độc lập loại này thường được sử dụng trong các nhà máy phát điện công suất lớn. Loại máy phát nhỏ hơn có thể hoặc là loại máy từ điện với nam châm vĩnh cửu hoặc là máy tự kích thích loại khác.

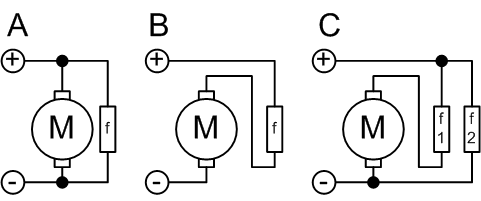
Một cuộn dây điện từ có thể được kết nối theo kiểu song song (shunt), nối tiếp, hoặc hỗn hợp, với phần ứng của một máy điện DC (động cơ hoặc máy phát điện)

Trong các máy điện có sử dụng cuộn dây điện từ, máy phát điện là lớn nhất, phải cấp dòng điện kích từ, nếu không máy phát sẽ không thể hoạt động được. Vì vậy điều quan trọng là phải có nguồn cấp đáng tin cậy. Mặc dù đầu ra của máy phát có thể được sử dụng trong quá trình khởi động, việc khởi động máy phát đáng tin cậy là rất quan trọng. Trong mọi trường hợp, điều quan trọng là có thể kiểm soát được từ trường vì điều này sẽ duy trì điện áp cho hệ thống.

### Nguyên lý khuếch đại
Ngoại trừ máy phát sử dụng nam châm vĩnh cửu, điện áp đầu ra mà máy phát tạo ra tỉ lệ thuận với từ trường kích thích, tỷ lệ với dòng điện kích thích; nếu không có dòng kích thích thì sẽ không có điện áp ở đầu cực máy phát được.
Một lượng điện công suất nhỏ có thể điều khiển một lượng điện công suất lớn. Nguyên lý này rất hữu ích cho việc điều khiển điện áp: nếu điện áp của hệ thống thấp, kích thích sẽ được tăng lên; nếu hệ thống điện áp cao, kích thích sẽ được giảm xuống. Một máy bù đồng bộ hoạt động trên cùng nguyên tắc đó, nhưng không có công suất sơ cấp đầu vào; tuy nhiên, nhờ "hiệu ứng bánh đà" có nghĩa là nó có thể gửi hoặc nhận điện trong những khoảng thời gian ngắn. Để tránh hư hỏng cho máy điện do những thay đổi dòng điện thất thường, người ta thường sử dụng máy tạo sóng răng cưa.Một máy phát điện do đó có thể được coi như một bộ khuếch đại:

### Kích từ rời

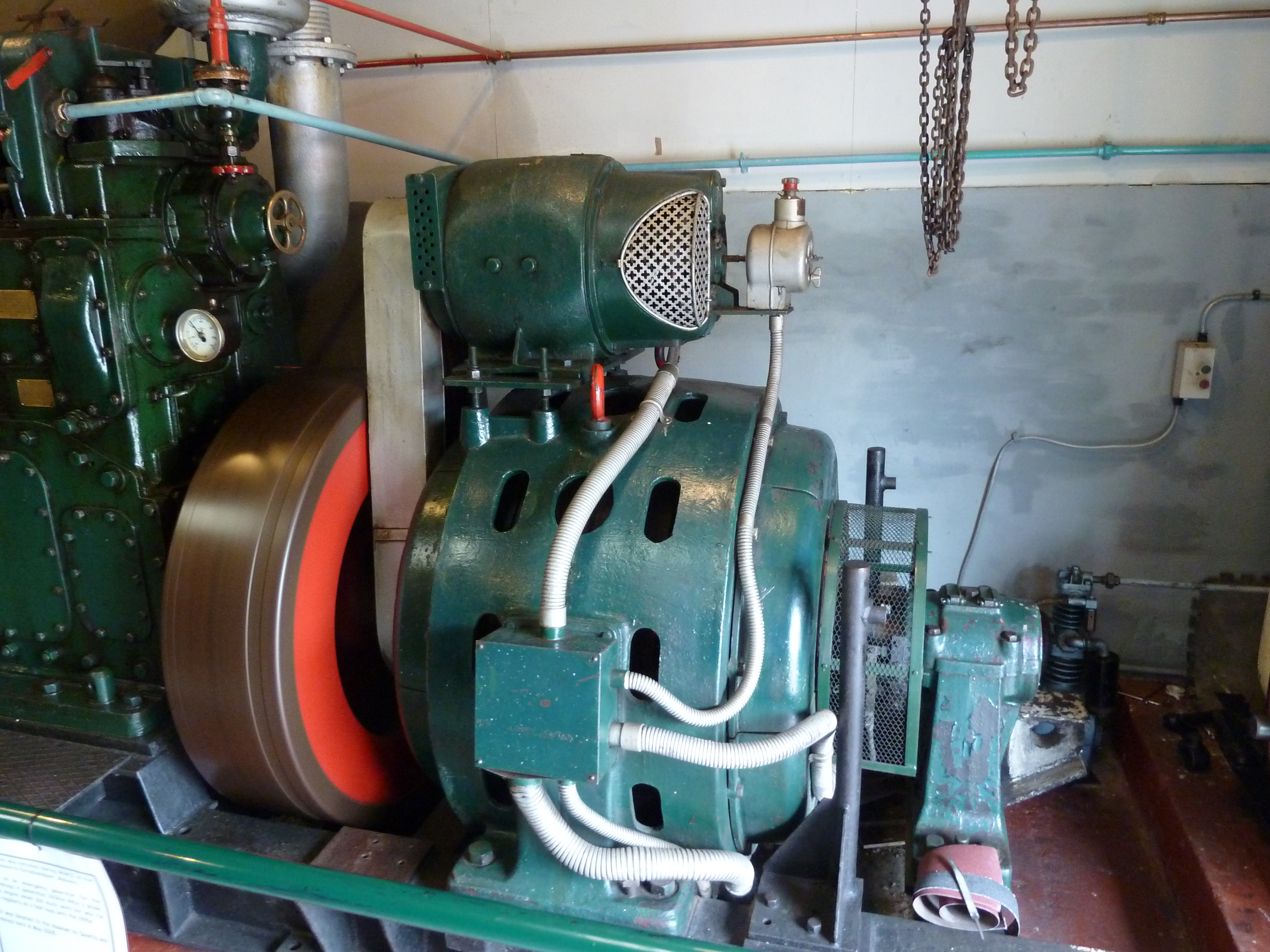
Máy phát điện diesel năm 1930 với động cơ kích từ nằm bên trên

Đối với các máy phát điện lớn hoặc ở đời trước, thường sử dụng một dynamo kích từ  riêng, được vận hành song song cùng với máy phát điện chính. Đây là một dynamo kích từ dùng nam châm vĩnh cửu hoặc ắc quy nhỏ tạo ra dòng điện kích từ cho máy phát điện lớn hơn.

### Tự kích thích
Các máy phát hiện đại có cuộn dây điện từ thường sử dụng nguyên lý tự kích thích, trong đó một lượng điện năng ở đầu ra của rotor được sử dụng để cấp năng lượng cho cuộn dây điện từ. Rôto bằng sắt vẫn giữ được tính từ khi máy phát ngừng hoạt động. Máy phát điện được khởi động mà không cần kết nối với tải; trường yếu ban đầu tạo ra điện áp yếu trong cuộn dây stator, đến lượt nó lại làm tăng từ trường cho rotor, cho đến khi máy phát được "kích từ đầy đủ" tới điện áp định mức.
Khởi động
Máy phát điện tự kích thích phải được khởi động trong điều kiện không có bất kỳ phụ tải nào bên ngoài nối tới. Một tải bên ngoài nối vào máy phát sẽ liên tục làm giảm điện áp khởi động và ngăn không cho máy phát đạt được điện áp làm việc định mức của nó.
Kích từ ban đầu
Nếu máy không có đủ từ dư để kích thích đến điện áp định mức, thường sẽ có một nguồn cấp khác được thực hiện để bơm trực tiếp dòng điện vào rotor. Đó có thể là một bình ắc qui, một bộ kích từ  cung cấp dòng điện một chiều, hoặc dòng điện chỉnh lưu từ một nguồn điện thay thế. Do dòng điện khởi động này được yêu cầu trong một khoảng thời gian rất ngắn, nó được gọi là "field flashing" nghĩa là "từ trường chớp" hay là "tia chớp từ trường", thường trong tiếng Việt chỉ sử dụng từ "kích từ ban đầu" hay "kích thích ban đầu". Ngay cả những máy phát điện cầm tay nhỏ cũng đôi khi cần có "từ trường chớp" này để khởi động lại.
Từ trở chuẩn  là từ trở cực đại cho một tốc độ nhất định mà máy phát điện kích từ song song phải kích thích cho được. Các máy phát điện kích từ song song sẽ tạo điện áp khởi động chỉ khi từ trở nhỏ hơn từ trở chuẩn. Nó là đường tiếp tuyến với các đặc tính mạch hở của máy phát ở một tốc độ nhất định.